# Huatia
A huatia ou guatia (do quechua watya, também kurpay manka; em aimara, watia) é um prato andino tradicional, consumido em países como Peru, Bolívia, Argentina e Chile.
Similar à pachamanca, prepara-se num forno artesanal de terra endurecida em forma de domo. Aquece-se com lenha e depois enterram-se ingredientes como batatas, ocas, favas e carnes, variando segundo a tradição local.

## Origens
As origens deste prato remontam ao Peru pré-colombiano. O primeiro cronista ocidental a mencionar a huatia foi o sacerdote Francisco de Ávila, que por volta do ano 1600, ao reunir os mitos existentes entre os povos de Huarochirí, na serra de Lima, registrou a figura do deus Huatiacuri — mais precisamente Watya Quriq (aquele que recolhe a watya) —, filho do poderoso Pariaqaqa. Dizia-se que Huatiacuri escondia sua divindade sob uma aparência miserável e alimentava-se apenas de batatas assadas na terra aquecida, chamadas huatias ou huatiyas, razão pela qual recebeu esse nome. Por isso, ele passou a ser considerado a personificação da batata.

## Preparo

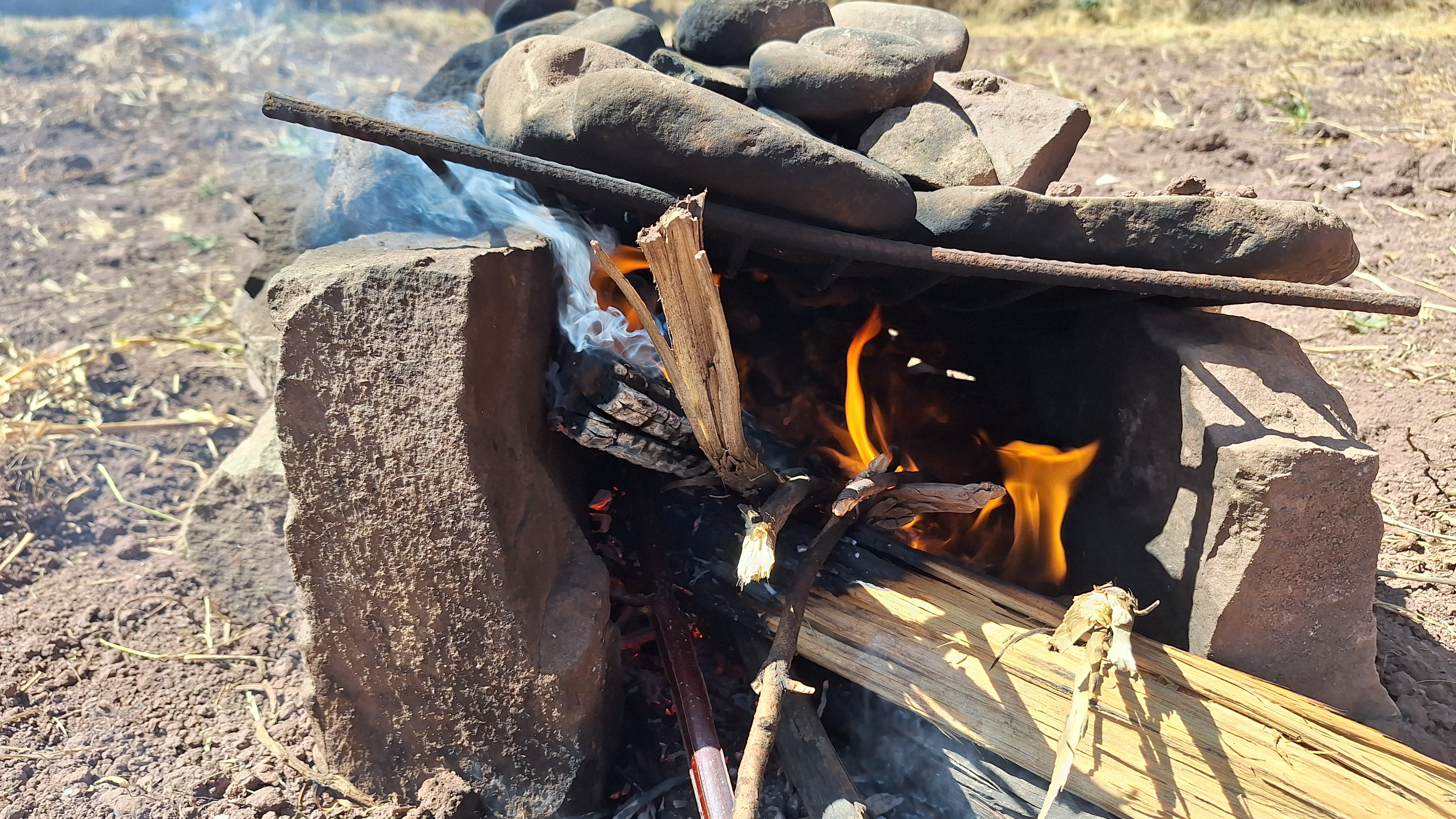
Forno de pedras para a watia

### Ingredientes
Dependendo da região onde é preparada, no sul andino do Peru o ingrediente principal são as batatas, que costumam ser acompanhadas de queijo, cebolas, entre outros. Já no norte do Chile, o ingrediente principal é a carne bovina. Existem múltiplas variantes e formas de preparo desse prato, de acordo com o local ou região onde é realizado.

### Preparo do forno
Os ingredientes são cozidos em um forno andino, ou seja, com o calor da terra entre torrões aquecidos no fogo. Para isso, constrói-se sobre o solo um forno em uma superfície circular, plana e livre de cultivos, onde se colocam ao redor as k’urpas — palavra em quéchua que se refere aos torrões secos de terra.
Em outra variante, não são torrões, mas sim pedras que formam o forno, as quais também são dispostas em forma de cúpula.

### Aquecimento do forno
O forno é aquecido colocando-se lenha, ramos ou ervas secas em seu interior. Acende-se o fogo e, após um tempo adequado — durante o qual as plantas se queimam e geram brasas vivas —, retiram-se os pedaços de ramos e ervas que não foram totalmente queimados.
No centro dessas brasas, colocam-se os alimentos e, em seguida, derruba-se o forno, composto pelas k’urpas quentes ou pedras, sobre os ingredientes. Com um pau, desfazem-se as k’urpas ainda quentes para garantir um cozimento adequado.

### Retirada dos alimentos cozidos
Desenterram-se os alimentos quando estão devidamente cozidos e são servidos acompanhados por diferentes ervas aromáticas, como a muña ou o huacatay, entre outras.